# Маді Меспле
Маді Меспле (фр. Mady Mesplé; 7 березня 1931, Тулуза — 30 травня 2020, Тулуза) — французька оперна співачка, високе колоратурне сопрано. Командор Ордена Почесного легіону (2011). Одна з провідних французьких оперних співачок свого часу; Меспле іноді називають наступницею Мадо Робен.

## Біографія
Маді Меспле народилася в Тулузі. Навчалася гри на фортеп'яно і вокалу в консерваторії Тулузи, закінчила консерваторію із золотою медаллю. Деякий час грала на фортеп'яно в місцевому танцювальному оркестрі, потім відправилася в Париж для продовження вокальної освіти. Брала уроки у французької сопрано Жанін Мішо.
Меспле дебютувала на професійній сцені в січні 1953 року в Льєжі в ролі Лакме з однойменної опери Деліба. Творча доля співачки нерозривно пов'язана з цією роллю: протягом кар'єри Меспле виконала її близько 150 разів. З партією Лакме Маді Меспле вперше виступила в 1954 році в Ла Монне в Брюсселі. Меспле швидко освоїла стандартний набір ліричних і колоратурних партій французького репертуару, таких як Олімпія («Казки Гофмана» Оффенбаха), Філіна («Міньон» Тома), Лейла («Шукачі перлів» Бізе), Джульєтта («Ромео і Джульєтта» Гуно), Офелія («Гамлет» Тома), Дінора («Дінора» Меєрбера), Манон і Софі («Манон» і «Вертер» Массне) та інші.
У 1956 році Меспле дебютувала на фестивалі Aix-en-Provence Festival в ролі Земіри («Земіра і Азор» Ґретрі) і на сцені Опера-комік в ролі Лакме. Дебют в Опера Гарньє відбувся в 1958 році в опері Пуленка «Діалоги Кармеліток» (Констанція). Паризька оперна публіка в 1960 була в захваті від «Лючії ді Ламмермур» з Маді Маспле в новій постановці, де до неї блищала Джоан Сазерленд. Італійський репертуар співачки представлений партіями Аміни («Сомнамбула» Белліні), Розіни («Севільський цирульник» Россіні), Норіни («Дон Паскуале» Доніцетті) і Джільди («Ріголетто» Верді). Мадлен виконала і кілька партій в німецьких операх, зокрема, Царицю ночі («Чарівна флейта» Моцарта), Софі («Кавалер троянди» Р. Штрауса), особливо відома її Цербінетта («Аріадна на Наксосі» Р. Штрауса), яку співачка заспівала в Екс-ан-Провансі в 1966 році.
Меспле успішно виступала і за кордоном, співала в Большому театрі в Москві, Королівському оперному театрі в Лондоні, Ла Скала в Мілані, Метрополітен-опера в Нью-Йорку і театрі Колон в Буенос-Айресі.
У 1960-ті роки Маді Меспле часто з'являлася на французькому телебаченні. У цей період вона звернула увагу на твори сучасних французьких композиторів. У 1963 році Меспле заспівала на прем'єрі французької версії опери Менотті «Останній дикун», в 1965 була першою виконавицею французької версії «Елегії для молодих закоханих» Генце. Диригент П'єр Булез запросив її для виконання «Сходи Якоба» Шенберґа.
У 1970-ті Маді Меспле стала грати і в опереті, в першу чергу Оффенбаха: «Паризьке життя», «Орфей в пеклі», «Велика герцогиня Герольштейнська».
Маді Меспле пішла зі сцени в 1985 році і присвятила себе викладанню. Вона працювала в паризькій L'École Normale de Musique і ліонської консерваторії, давала майстер-класи. Неодноразово була членом журі вокальних конкурсів в різних країнах.
Маді Меспле залишила значну дискографію, що включає сольні концерти, опери, оперети і арії з них. Маді Меспле являла собою зразок французького колоратурного сопрано. Критики відзначали точну техніку, витончену музикальність, сценічну чарівність.
Заслуги співачки відзначені присвоєнням звання Командор Ордена Почесного легіону (14 липня 2011 року).

## Вибрані записи
- Массне, «Вертер»: Оркестр де Парі, дир. Претр; Бенуа, Гедда, де Лос Анхелес, Меспле, Соєр (EMI, 1969)
- Гретри, «Земіра і Азор»: Льєжський філармонічний оркестр, дир. Донё, Штраус; Бафкінс, ван Гор, Луї, Мепл, Орляк, Сімонка (EMI, 1974)
- Обер, «Манон Леско»: Ліричний оркестр і хор РТФ, дир. Марті; Биссон, Меспле, Орляк, Рунге (EMI Classics, 1975)
- Оффенбах, «Паризька життя»: Національний оркестр Капітолія Тулузи, дир. Плассон; Бенуа, Креспо, Массон, Меспле, Сенешаль, Тремпон (EMI, 1976)
- Россіні, «Вільгельм Телль»: Королівський філармонічний оркестр, дир. Гарделла; Бакьуо, Кабальє, Гедда, Хауелл, Ковач, Меспле, Тайон (EMI, 1976)
- Оффенбах, «Орфей у пеклі»: Національний оркестр Капітолія Тулузи, дир. Плассон; Берба, Бруер, Бюрле, Комман, Лафон, Маллабрера, Меспле, Піна, Роде, Сенешаль, Тремпон (EMI, 1979)